# Park Narodowy Söderåsen

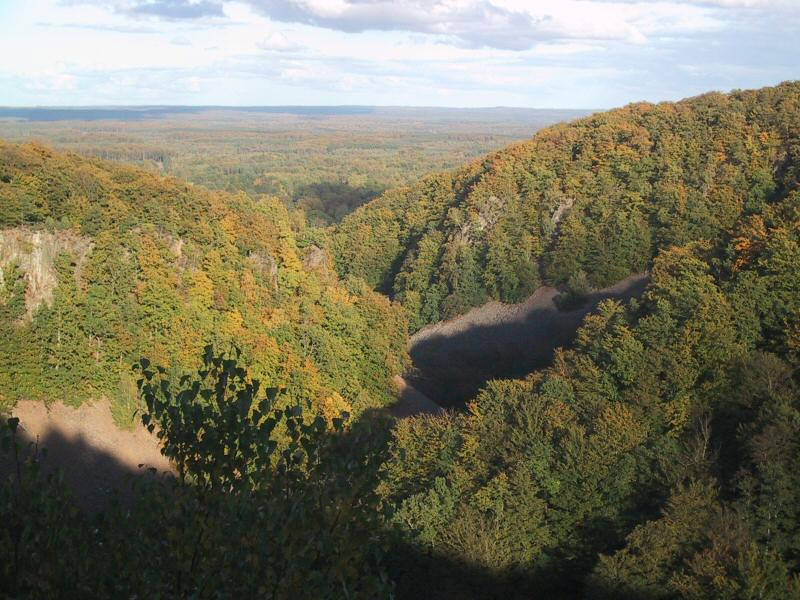
Park Narodowy Söderåsen

Park Narodowy Söderåsen (szw. Söderåsens nationalpark) – park narodowy w Szwecji, położony na terenie gmin Klippan i Svalöv, w regionie Skania. Został utworzony w 2001 w celu ochrony góry zrębowej Kopparhatten oraz jej otoczenia.
Kopparhatten osiąga wysokość 212 m n.p.m. oraz 90 ponad dno najgłębszych dolin. Jest zbudowany z prekambryjskich gnejsów. U stóp stromych stoków utworzyły się liczne stożki piargowe, mniej strome zbocza porośnięte są starym lasem liściastym. Najliczniej reprezentowany jest buk (Fagus sylvaticus). W runie można znaleźć gatunki takie jak kokorycz pusta (Corydalis cava), gajowiec żółty (Galeobdolon luteum) czy czartawa pospolita (Circaea lutetiana). Na terenie parku znajduje się stanowisko rutewki orlikolistnej (Thalictrum aquilegifolium) – blisko północnej granicy zasięgu na terenie Szwecji. Las liściasty na terenie parku zapewnia odpowiednie środowisko życia takim ptakom jak grubodziób (Coccothraustes coccothraustes), gołąb siniak (Columba oenas) oraz dzięciołek (Dendrocopos minor).
W jednej z formacji skalnych (zwanej Snuvehallar) na zboczach góry znajduje się płytka jaskinia o nazwie Snuvestuan. Według jednej z legend jest ona zamieszkana przez stworzenie wyglądające jak piękna dziewczyna z lisim ogonem.
Główne wejście na teren parku znajduje się we wsi Skäralid. Tutaj też zlokalizowano wystawę przyrodniczą. Park pokrywa dobrze rozbudowana sieć szlaków turystycznych i ścieżek rowerowych.